# Inga exilis
Inga exilis är en ärtväxtart som beskrevs av Terence Dale Pennington. Inga exilis ingår i släktet Inga och familjen ärtväxter. IUCN kategoriserar arten globalt som sårbar. Inga underarter finns listade i Catalogue of Life.